# Axel Öberg
Karl Axel Öberg, född 15 juni 1840 i Maria Magdalena församling, Stockholm, död 24 april 1916 i Matteus församling, Stockholm, var en svensk modellmästare, skulptör och keramiker.
Öbergs föräldrar var fabrikören Carl Antonius Öberg och hans hustru Amalia Charlotta Holmqvist. Öberg var gift med Sofia Gustava samt far till Thure Öberg. Han var från 1866 anställd vid Rörstrand där han var huvudansvarig för modellering och gjutning av företagets serietillverkade vaser och kakelugnsdetaljer. Han var representerad i Göteborgsutställningen 1891 med urnor utförda i majolika. Till hans mer kända arbeten hör den moriska fontänen och några av hans formgivna kakelugnar. Han var verksam vid Rörstrands fram till sin död 1916.